# Kuantan Singingi
Kuantan Singingi is een regentschap in de provincie Riau op het eiland Sumatra, Indonesië. Het regentschap heeft een oppervlakte van 5.235,04 km² en heeft 274.757 inwoners (2008). De hoofdstad van Kuantan Singingi is Taluk Kuantan.